# Trichoscelia santareni
Trichoscelia santareni is een insect uit de familie van de Mantispidae, die tot de orde netvleugeligen (Neuroptera) behoort. 
Trichoscelia santareni is voor het eerst wetenschappelijk beschreven door Navás in 1914.